# Martin J. Hillenbrand

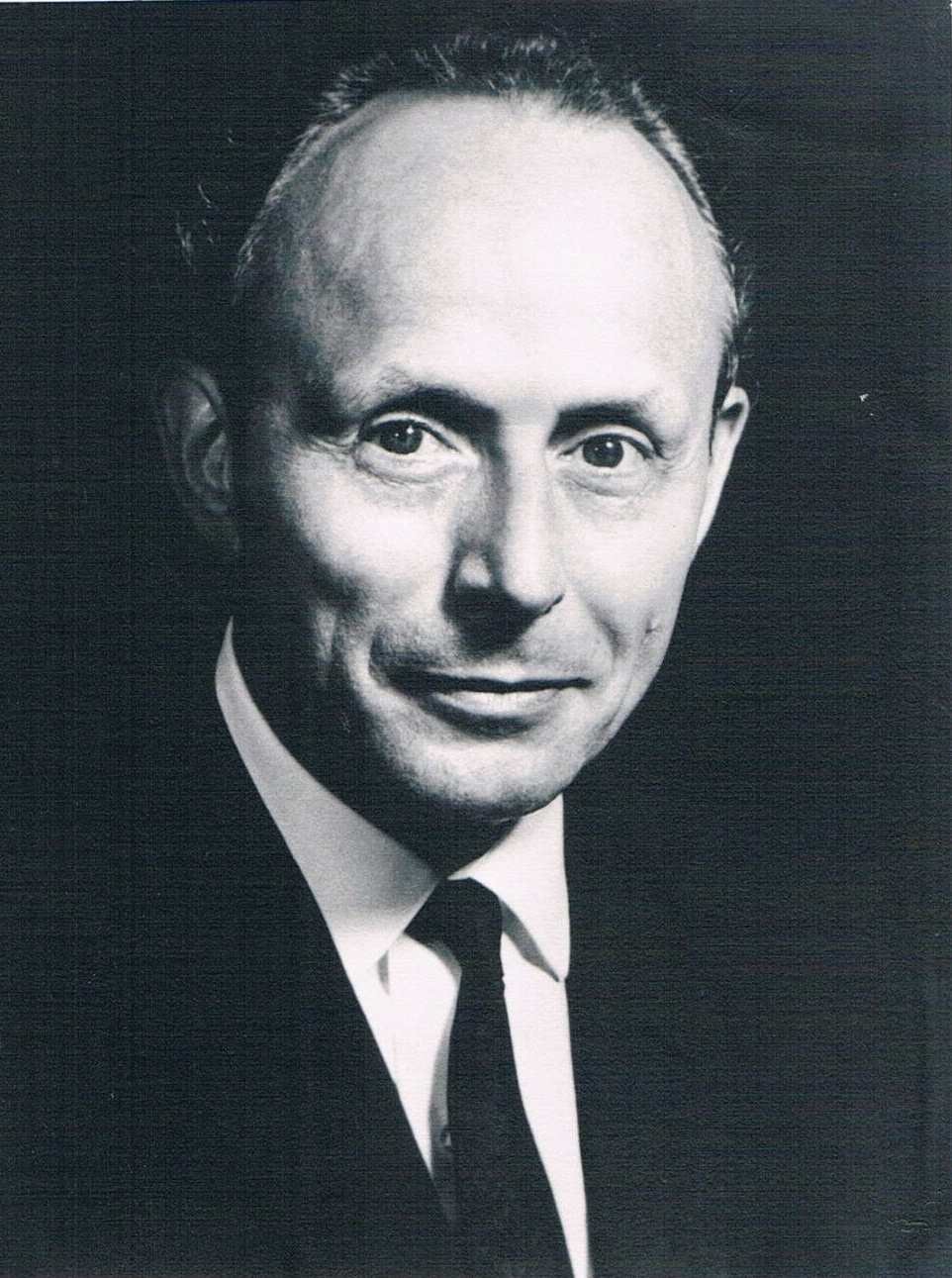
Martin J. Hillenbrand

Martin Joseph Anthony Hillenbrand (* 1. August 1915 in Youngstown, Ohio; † 2. Februar 2005 in Athens, Georgia) war ein US-amerikanischer Diplomat und unter anderem zwischen 1972 und 1976 Botschafter der Vereinigten Staaten in der Bundesrepublik Deutschland sowie langjähriger Deutschland-Experte im US-Außenministerium.

## Leben
Hillenbrand war deutschamerikanischer Herkunft. Nach dem Schulbesuch studierte er zunächst an der University of Dayton und erwarb dort 1937 einen Bachelor of Arts (B.A.). Im Anschluss setzte er sein Studium an der Columbia University fort und trat nach dem Abschluss als Master of Arts (M.A.) 1938 in den diplomatischen Dienst ein. Nach einer Verwendung als Vizekonsul in Rangun zwischen 1940 und 1942, war er anschließend Vizekonsul in Kalkutta und danach von 1944 bis 1945 in Lourenço Marques. Während seiner Tätigkeit als Foreign Service Officer (FSO) in Bremen von 1945 bis 1949 erwarb er 1948 einen Philosophiae Doctor (Ph.D.) an der Columbia University und war danach zwischen 1949 und 1950 als Gastgelehrter im Fach Wirtschaftswissenschaften an der Harvard University tätig.
Danach war er als diensthabender Beamter (Officer-in-Charge) für Regierung und Verwaltung Deutschlands im US-Außenministerium, ehe er von 1952 bis 1953 erst Konsul und Erster Sekretär und anschließend bis 1954 Wirtschaftsreferent an der Botschaft der Vereinigten Staaten in Frankreich war. Im Anschluss wechselte er 1954 als Konsul und Erster Sekretär zur Ständigen Vertretung der USA bei der NATO, ehe er von 1956 bis 1958 Politischer Referent an der Vertretung in Berlin war. Nach einer weiteren kurzen Verwendung als Generalkonsul in Berlin war er zwischen 1958 und 1962 Direktor des Büros für deutsche Angelegenheiten im US-Außenministerium.
Daraufhin kehrte er in die Bundesrepublik Deutschland zurück und war zwischen April und Mai 1963 Botschafter ad interim sowie anschließend von 1963 bis 1967 Vertreter von George C. McGhee, dem damaligen US-Botschafter in Bonn. In seiner Funktion als Geschäftsträger sprach er am 31. Januar 1964 beim Staatssekretär im Auswärtigen Amt, Karl Carstens vor und erkundigte sich nach einer Beteiligung der Bundeswehr an einer aus NATO-Staaten zusammengesetzten Friedensstreitmacht für Zypern. 1967 erfolgte seine Akkreditierung als Botschafter in Ungarn, ehe er nach seiner Rückkehr in die USA zwischen Februar 1969 und April 1972 als Nachfolger von John M. Leddy Assistant Secretary of State für Europa-Angelegenheiten im State Department war.
Im Juni 1972 kehrte Hillenbrand abermals nach Deutschland zurück und war während der Amtszeit der Kanzler Willy Brandt und Helmut Schmidt bis Oktober 1976 Botschafter in Bonn. 1973 war er Ehrengast der Bremer Schaffermahlzeit. Während des Lockheed-Skandals warnte der bei Lockheed angestellte Lobbyist Christian Steinrücke ihn im Oktober 1975 davor, die Hintergründe der Starfighter-Beschaffung zu erforschen, da dies Schwierigkeiten für Franz Josef Strauß nach sich ziehen könne. Zuletzt eröffnete er während des Hessentages 1976 eine Ausstellung mit dem Thema Hessen und die amerikanische Revolution 1776.
Nach Beendigung seiner dortigen Tätigkeit war er zwischen 1976 und 1982 Generaldirektor des Atlantic Institute for International Affairs. Danach fungierte Hillenbrand, der auch für den Council on Foreign Relations tätig war, als Professor für Internationale Beziehungen an der University of Georgia und lehrte dort bis 1987.

## Veröffentlichungen
Hillenbrand veröffentlichte einige zum Teil autobiografische Bücher, die sich mit wirtschaftspolitischen Fragen, aber auch mit Deutschland befassten. Zu seinen bekanntesten Veröffentlichungen gehören:
- Power and Morals (1949)
- The Future of Berlin (1980), dt. Die Zukunft Berlins (als Hrsg.), Ullstein, Frankfurt am Main 1981
- Global Insecurity: A Strategy for Energy and Economic Renewal (1980, Mitautor Daniel Yergin)
- Germany in an Era of Transition (1983)
- Fragments of Our Time: Memoirs of a Diplomat (1998); eingeschränkte Vorschau in der Google-Buchsuche